# Bloodlust Zombies
Bloodlust Zombies é um filme americano de 2011 dirigido por Dan Lantz. O filme é estrelado pela atriz pornográfica Alexis Texas. O filme é da produtora Breaking Glass Pictures e trata-se de uma história do gênero comédia de terror.

## Enredo
Um fabricador de armas de guerra cria uma arma química que provoca vítimas a se tornarem assassinos sedentos de sangue. Um acidente de laboratório faz com que o prédio entre em lockdown e os funcionários estão presos dentro com os assassinos enlouquecidos.

## Recepção
O site Bloody Disgusting deu ao filme uma avaliação positiva chamando-o de "engraçado, sangrento e divertido". Richard Scheib escrevendo para o site "Moria" classificou o filme com duas estrelas chamando-o de apenas "outro em meio à vasta horda de filmes de zumbis que surgiram nos anos 2000 após os sucessos de Resident Evil (2002), 28 Days Later (2002), o remake de Dawn of the Dead (2004) e de Shaun of the Dead (2004). Jason Coffman do site Film Monthly chamou Bloodlust Zombies de "Office Space com zumbis" e disse que o filme pode servir como uma diversão trivial para quem não quer pensar, mas que "se você estiver procurando por algo além de alguns efeitos baratos e mulheres nuas, provavelmente terá que procurar em outro lugar".